# Femniterga judae
Femniterga judae är en fjärilsart som beskrevs av Johnson 1988. Femniterga judae ingår i släktet Femniterga och familjen juvelvingar. Inga underarter finns listade i Catalogue of Life.